# Sanca Hub
Sanca Hub (ou Sancahub) é um apelido que se refere à região geográfica de São Carlos como ecossistema de tecnologia e inovação.
O município de São Carlos é um importante centro de produção acadêmica, industrial e tecnológica e com localização próxima a outros municípios de alta densidade tecnológica, sendo eles Araraquara e Ribeirão Preto.
Impulsionada pela alta concentração de alunos e professores universitários e produção acadêmica voltada à tecnologia, a cidade vem apresentando um crescente aumento no nascimento de startups, fazendo com que a região seja considerada um potencial "embrião de Vale do Silício" brasileiro.
O ecossistema Sanca Hub inclui um extenso parque tecnológico que abrange laboratórios de pesquisa, centros de inovação, coworkings, incubadoras e empresas multinacionais.

## Origem do termo
O termo vem da junção de Sanca (apelido para São Carlos) com hub, palavra de origem inglesa que significa ponto central. A criação e primeiro uso do termo Sanca Hub é creditado a um grupo de encontro informal de empreendedores que se reunia periodicamente para debater tecnologia e empreendimentos de startups. Mais tarde, o termo passou a ser usado de maneira mais abrangente por um número crescente de pessoas para referenciar o ecossistema de tecnologia e inovação de São Carlos.
O uso do termo foi consolidado com o acontecimento do 1º Plano Estratégico do Ecossistema Empreendedor de São Carlos, que reuniu cerca de 100 representantes de mais 80 instituições locais para debater colaborativamente o fortalecimento do Sanca Hub como ecossistema de tecnologia e inovação.